# Мадагаскар
Вижте пояснителната страница за други значения на Мадагаскар.
Република Мадагаска̀р (на малгашки: Repoblikan'i Madagasikara, /republiˈkʲan madaɡasˈkʲarə̥; на френски: République de Madagascar) е островна държава в Индийския океан, край югоизточния бряг на Африка. Тя включва остров Мадагаскар, четвъртият по големина остров в света, както и множество малки периферни острови.

## География
Страната има площ 587 040 km² и е разположена в западната част на Индийския океан, на остров Мадагаскар и прилежащите му малки острови (Нози Бе, Нози Бураха, Сент Мари и др.) на около 400 km от крайбрежието на Африка. Бреговата му линия е с дължина 5080 km. Островът е част от Африканската платформа. През цялата източна част се простират Централните планини с височина 800 – 1500 m, с отделни масиви – Царатанана (с най-висока точка в страната – връх Марумукутру – 2876 m). Централните планини се спускат стръмно на изток към океана, а по дължина на крайбрежието е разположена тясна низина (20 – 30 km). Западната част на острова е заета от високи равнини с височина от 500 до 1000 m.
Климатът в Мадагаскар е тропичен, а на северозапад – субекваториален. Средните месечни температури в равнините са от 20 – 26 °C, валежи – над 3000 mm. В централните планини средните месечни температури са 13 – 23 °C, валежи – 1000 – 1500 mm, като на запад намаляват до 500 – 600 mm. Страната има гъста речна мрежа и пълноводни реки – Суфия, Бецибука, Мангуки. 
След праисторическото разделяне на свръхконтинента Гондвана, преди 88 милиона години Мадагаскар се откъсва от Индийския субконтинент, след което флората и фауната му се развиват в относителна изолация. В резултат на това има изключително биоразнообразие и над 90% от дивия живот на острова не се среща другаде по света. Разнообразните екосистеми и уникалната природа на острова са застрашени от бързо нарастващото население и други екологични заплахи. Горите заемат 15% от територията на Мадагаскар, разпространени са и вторичните савани с баобаби и палми. Флората и фауната на Мадагаскар са 90% ендемични видове.

## История
Най-ранните археологически свидетелства за присъствие на хора на Мадагаскар са от 2 хилядолетие пр. Хр., като островът е трайно заселен между IV век пр. Хр. и VI век от австронезийски народи от Борнео. През XI век към тях се присъединяват преселници банту, пресекли Мозамбикския проток от Източна Африка. През следващите столетия продължават да пристигат и други групи, допринасяйки за развитието на културата на острова. Малгашите често се разделят на 18 или повече подгрупи, най-голяма сред които са мерините.
През XIV в. на острова е образувана държава Имерина. През 1500 г. португалецът Диого Диас открива острова и го нарича на името на Свети Лаврентий. До края на XVIII век остров Мадагаскар се управлява от фрагментирани държавици, а в началото на XIX век повечето от тях са обединени под властта на кралство Мерина. То е унищожено през 1897 г. и островът става част от Френската колониална империя до своята независимост през 1960 г. 
След Компиенското примирие от 1940 година Мадагаскар остава под контрола на Режима от Виши до Мадагаскарската операция от 1942 година, когато е завзет от Съюзниците. 26 юни 1960 г. – провъзгласена независимостта на Малгашката република; оттогава насам държавата сменя 4 конституции. 1972 г. – преврат и демократизация; 1993 г. – парламентарни избори. От 1992 г., с прекъсване след преврат през 2009 – 2014 г., Мадагаскар е демократична президентска република.

## Държавно устройство
Глава на държавата е президент, избиран за 5 години. Законодателната власт принадлежи на двукамарен парламент – Национално събрание (избирано за 4 години) и Сенат. Всеки две години се обновява половината от състава на Сената. Правителството се назначава от президента.

## Административно деление
Република Мадагаскар е разделена на 6 провинции (наричани faritany) и 22 региона и 1549 общини, които могат да бъдат градски или селски.
| - Антананариво (1) Аналаманга Бонголава Итаси Вакинанкаратра - Антсиранана (2) Диана Сава | - Фианарантсоа (3) Аморони Маниа Атсимо-Атсинанана От Матсиатра Ихоромбе Ватовави-Фитовинани - Махаджанга (4) Бетсибока Боени Мелаки София | - Тоамасина (5) Алаотра-Мангоро Аналанджирофо Атсинанана - Толиара (6) Андрой Аноси Атсимо-Андрефана Менабе |

## Стопанство
Мадагаскар е аграрна страна. В селското стопанство са заети 76% от активното население. Износът на селскостопанска продукция осигурява над 80% от валутните постъпления. Основни култури – ориз (2,6 млн. т.), царевица (180 хил. т.), маниока (2,3 млн. т), захарна тръстика (2 млн. т), фъстъци (30 хил. т), кафе (80 хил. т), тютюн (4 хил. т), карамфил (7 хил. т), ванилия (2,8 хил. т – 1-во място в света по износ). Животновъдство – едър рогат добитък – зебу (10 млн. глави), овце (около 3 млн. глави), свине (над 1,4 млн. глави). Промишлеността е слабо развита. Добива се графит (около 14 хил. т), хромити, слюда, кварц. Има залежи на железни руди, въглища и боксити. Работят захарни, цигарени, оризо-очистителни фабрики, месо-консервни, целулозно-хартиени и циментови заводи.
Транспорт – 40 хил. km шосета, от тях 6 хил. km асфалтирани и 883 km жп линии. Главни морски пристанища – Туамасина и Махадзанга. Добре развит вътрешен и международен въздушен транспорт.
Туризъм – бързо развиващ се отрасъл. Годишно страната се посещава от 420 хил. туристи. Екологичният туризъм и селското стопанство, съчетани с инвестиции в образованието, здравеопазването и частното предприемачество, са основните елементи в стратегията за развитие на страната. В началото на XXI век тази политика довежда до значителен стопански растеж, отслабен с политическата криза от 2009 – 2014 г.

## Население и култура
Населението на Мадагаскар 18 040 341 души (2005). Гъстота е около 31 д./km². Естественият прираст е 27. Средна продължителност на живота – мъже – 58 г., жени – 60 г.
Етнически състав: малгаши – 98,9% (18 етнографски групи), други – 1,1%. Религиозен състав: християни – 46,3% (от тях католици – 47,3%, протестанти – 52,7%), мюсюлмани (сунити) – 10,3%, местни традиционни вярвания и култове – 43,4%. Градско население – 31%.
Към 2012 г. населението на Мадагаскар се оценява на малко над 22 милиона души, 90% от които живеят с по-малко от 2 долара на ден. Малгашкият и френският са двата официални езика. Мнозинството от населението се придържа към традиционни вярвания, към християнството или към смесица от двете.

## Други
- Комуникации в Мадагаскар
- Транспорт в Мадагаскар
- Армия на Мадагаскар
- Външна политика на Мадагаскар
- Фауна на Мадагаскар
- Флора на Мадагаскар

| Портал | Портал „Африка“ съдържа още много статии, свързани с Африка. Можете да се включите към Уикипроект „Африка“. |